# 好汉两个半 (第十季)
好汉两个半第十季于2012年9月27日起在美国哥伦比亚广播公司正式播映.，从这季开始，好汉两个半改为每周四晚八点半在生活大爆炸后播映。

## 制作
2012年5月12日，哥伦比亚广播公司宣布续订好汉两个半，并与该剧的三名主角阿什顿·库奇、乔恩·克莱尔和安格斯·琼斯续签了一年合约，但该剧的主创之一李·阿隆索恩决定退出剧组 。2012年9月6日，主创查克·洛尔与华纳兄弟电视公司签订了一年制作合约。

## 批评
2012年11月，作为主演之一的安格斯·琼斯在进行采访中批评该剧很“邪恶”，并请求影迷停止收看好汉两个半。好汉两个半的前任主角查理·辛则称琼斯的批评并不是一个独立事件，辛还批评了该剧的主创查克·洛尔，并认为他应该负首要责任。在琼斯接受采访两天后，他正式发表声明，表示向自己不当的言论道歉，并称这是一个误会。

## 角色
- 乔恩·克莱尔 饰 艾伦·哈珀
- 阿什顿·库奇  饰  沃顿·施密特
- 安格斯·琼斯 饰 杰克·哈珀
- 康查塔·弗丽尔 饰 波塔
- 霍兰德·泰勒 饰 伊夫林·哈珀
- 玛琳·辛科 饰 朱迪丝·哈珀

## 剧集列表
| 总集数 | 集数 | 标题                             | 导演          | 编剧                   | 首次播出时间  | 美国收视人数 （单位：百万人） |
| ------ | ---- | -------------------------------- | ------------- | ---------------------- | ------------- | ----------------------------- |
| 202    | 1    | I Changed My Mind About the Milk | 詹姆斯·温迪斯 | 查克·洛尔、吉姆·派特森 | 2012年9月27日 | 12.3                          |